# Беркут (Київ, 2011)
Хокейний клуб «Беркут» — хокейний клуб з м. Києва, Україна. Заснований у травні 2011 році. Виступає у чемпіонаті Професіональної хокейної ліги.
Бронзовий призер чемпіонату України (2012).
Домашні ігри проводить у Льодовій арені ТРЦ «Термінал» (м. Бровари), центральні матчі проти головних конкурентів — у Палаці спорту (6850). Офіційні кольори клубу червоний, білий і синій.

## Історія
У вересні 2011 року київський «Беркут» взяв участь в харківському передсезонному хокейному Кубку. Команда Дмитра Марковського зуміла обіграти всіх суперників і стати переможцем змагань. На даний момент ХК «Беркут» бере участь у чемпіонаті Професіональної хокейної ліги.
Сезон 2011—2012 став для команди дебютним; у підсумку «Беркут» став бронзовим призером чемпіонату.

## Досягнення
- Бронзовий призер чемпіонату України (2012)
- Володар Кубка Губернатора (2011)

## Однойменні клуби
Хокейний клуб «Беркут» (Київ) став вже четвертим київським клубом з такою ж чи подібною назвою. Усі попередники закінчили своє існування. Досягнення деяких з цих клубів слугують прикладом для існуючої команди.
Хокейний клуб з назвою «Беркут» представляв Київ на 5-му розіграші Чемпіонату України з хокею сезону 1996-1997 рр. Деякий час спонсором клубу була компанія «Оболонь» і команда виступала під назвою «Беркут-ППО». Завершив чемпіонат клуб вже під назвою «ІВАРс». У сезноі, який виявився для команди останнім, команда посіла останнє місце, зазнавши 12 поразок із загальною різницею шайб 24-115.
Хокейний клуб «Беркут-Київ», що існував з 1997 по 2002 рр. Виступав під назвами «Беркут-ППО» та «Беркут-Київ». Чемпіон СЄХЛ (2000, 2001), володар Кубка СЄХЛ (2001), Чемпіон України (2000-2002).
У 2004 році в Броварах створено команду зі схожою назвою — Хокейний клуб «Беркут», яка жодним чином не пов'язана з ХК Беркут-Київ. У сезоні 2009-2010 років клуб представляє Київ, а наступного сезону, який стає для клубу останнім, команда бере назву «Поділ». Клуб — триразовий срібний призер чемпіонату України. Деякі уболівальники вважають цей клуб попередником існуючого, але керівництво клубу наголошує, що нинішній клуб не має нічого спільного з попередником крім назви.

## Склад команди
Основні скорочення:

А — асистент, К — капітан, Л — ліва, П — права, ЛК — лівий крайній, ПК — правий крайній, Ц — центровий,  — травмований.
Станом на 15 серпня 2012
| Воротарі | Воротарі   | Воротарі       | Воротарі | Воротарі        | Воротарі               |
| #        | Країна     | Гравець        | Захват   | Дата народження | Місце народження       |
| -------- | ---------- | -------------- | -------- | --------------- | ---------------------- |
| 1        | Словаччина | Ян Хован       | Л        | 7 вересня 1983  | Братислава, Словаччина |
| 30       | Україна    | Павло Ячник    | Л        | 8 травня 1993   | Київ, Україна          |
| 69       | Росія      | Сергій Хорошун | Л        | 27 червня 1980  | Єкатеринбург, Росія    |

| Захисники | Захисники  | Захисники              | Захисники | Захисники         | Захисники                       |
| #         | Країна     | Гравець                | Кидок     | Дата народження   | Місце народження                |
| --------- | ---------- | ---------------------- | --------- | ----------------- | ------------------------------- |
| 3         | Україна    | Сергій Климентьєв      | Л         | 5 квітня 1975     | Київ, Україна                   |
| 4         | Білорусь   | Андрій Глібов          | Л         | 8 березня 1980    | Череповець, Росія               |
| 5         | Україна    | Павло Дворецький       | Л         | 25 вересня 1982   | Городище, Україна               |
| 6         | Литва      | Артурас Катуліс        | П         | 5 серпня 1981     | Електренай, Литва               |
| 22        | Україна    | Володимир Романенко    | Л         | 13 серпня 1992    | Тоцьке-2, Росія                 |
| 26        | Росія      | Максим Абаєв           | Л         | 11 листопада 1985 | Альметьєвськ, Росія             |
| 27        | Росія      | Сергій Якимович        | Л         | 2 січня 1982      | Санкт-Петербург, Росія          |
| 34        | Україна    | Денис Ісаєнко          | Л         | 17 березня 1980   | Харків, Україна                 |
| 45        | Україна    | Олександр Побєдоносцев | Л         | 19 листопада 1981 | Київ, Україна                   |
| 47        | Словаччина | Душан Девечка          | Л         | 19 червня 1980    | Ліптовський Мікулаш, Словаччина |

| Нападники | Нападники  | Нападники            | Нападники | Нападники         | Нападники              | Нападники |
| #         | Країна     | Гравець              | Кидок     | Дата народження   | Місце народження       |           |
| --------- | ---------- | -------------------- | --------- | ----------------- | ---------------------- | --------- |
| 8         | Україна    | Артем Гніденко       | Л         | 3 лютого 1980     | Харків, Україна        |           |
| 9         | Словаччина | Мартін Кульга        | Л         | 7 серпня 1976     | Попрад, Словаччина     |           |
| 10        | Росія      | Дмитро Михайлов      | Л         | 3 жовтня 1979     | Санкт-Петербург, Росія |           |
| 11        | Україна    | Шаміль Рамазанов     | Л         | 17 червня 1989    | Харків, Україна        |           |
| 14        | Україна    | Олексій Янішевський  | Л         | 26 березня 1993   | Київ, Україна          |           |
| 15        | Росія      | Юрій Єлісєєнко       | Л         | 21 травня 1988    | Новополоцьк, Білорусь  |           |
| 17        | Білорусь   | Павло Волчек         | П         | 4 вересня, 1980   | Мінськ, Білорусь       |           |
| 19        | Україна    | Олександр Караульщук | Л         | 27 липня 1983     | Київ, Україна          |           |
| 25        | Україна    | Дмитро Чернишенко    | Л         | 10 травня 1994    | Київ, Україна          |           |
| 29        | Росія      | Максим Осипов        | Л         | 15 квітня 1980    | Москва, Росія          |           |
| 37        | Україна    | Роман Сальников      | Л         | 18 лютого 1976    | Харків, Україна        |           |
| 73        | Словаччина | Андрей Недорост      | Л         | 30 квітня 1980    | Тренчин, Словаччина    |           |
| 77        | Україна    | Андрій Міхнов        | Л         | 26 листопада 1983 | Київ, Україна          |           |

Керівництво
- Президент — Давид Жванія
- Директор — Сергій Супрун

Тренерський штаб і персонал
- Головний тренер — Мілош Голань
- Тренер — Дмитро Марковський
- Тренер — Дмитро Підгурський
- Тренер — Віталій Семенченко
- Тренер воротарів — Олександр Васильев

## Статистика
Головні тренери:
- Дмитро Марковський, 2011–2012
- Мілош Голан, 2012[3]

Капітани:
- Роман Малов, 2011–2012
- Сергій Климентьєв, 2012[4]